# Kamionka
Kamionkaⓘ é um município no leste da Polônia. Pertence à voivodia de Lublin, no condado de Lubartów, no planalto de Lubartowska, no riacho Parysówka. É a sede da comuna urbano-rural de Kamionka. Estende-se por uma área de 5,9 km², com 1 663 habitantes, segundo o censo de 31 de dezembro de 2021, com uma densidade populacional de 281,9 hab./km². Historicamente, está localizado na Pequena Polônia, região de Lublin.
Fundada por volta de 1450–1458 como uma cidade nobre privada. Na segunda metade do século XVI, estava localizada no condado de Lublin, na voivodia de Lublin. Perdeu seus direitos de cidade em 13 de janeiro de 1870. A vila recebeu o estatuto de cidade novamente em 1 de janeiro de 2021.
De 1874 a 1954 foi sede da comuna de Kamionka, 1954–1972 da gromada de Kamionka e, a partir de 1973, novamente da comuna de Kamionka. Nos anos de 1975 a 1998, a cidade fazia parte administrativamente da voivodia de Lublin.

## Divisão administrativa
| Nome       | Tipo            |
| ---------- | --------------- |
| Kokosz     | parte da cidade |
| Krzywy Dąb | parte da cidade |
| Laski      | parte da cidade |

As partes integrantes da cidade eram: Grabowy Las, Nowy Skrobów, Ostrów, Polny Młyn e Stare Pole, que a partir de 1 de janeiro de 2022 se tornaram independentes com o estatuto de vila.

## História

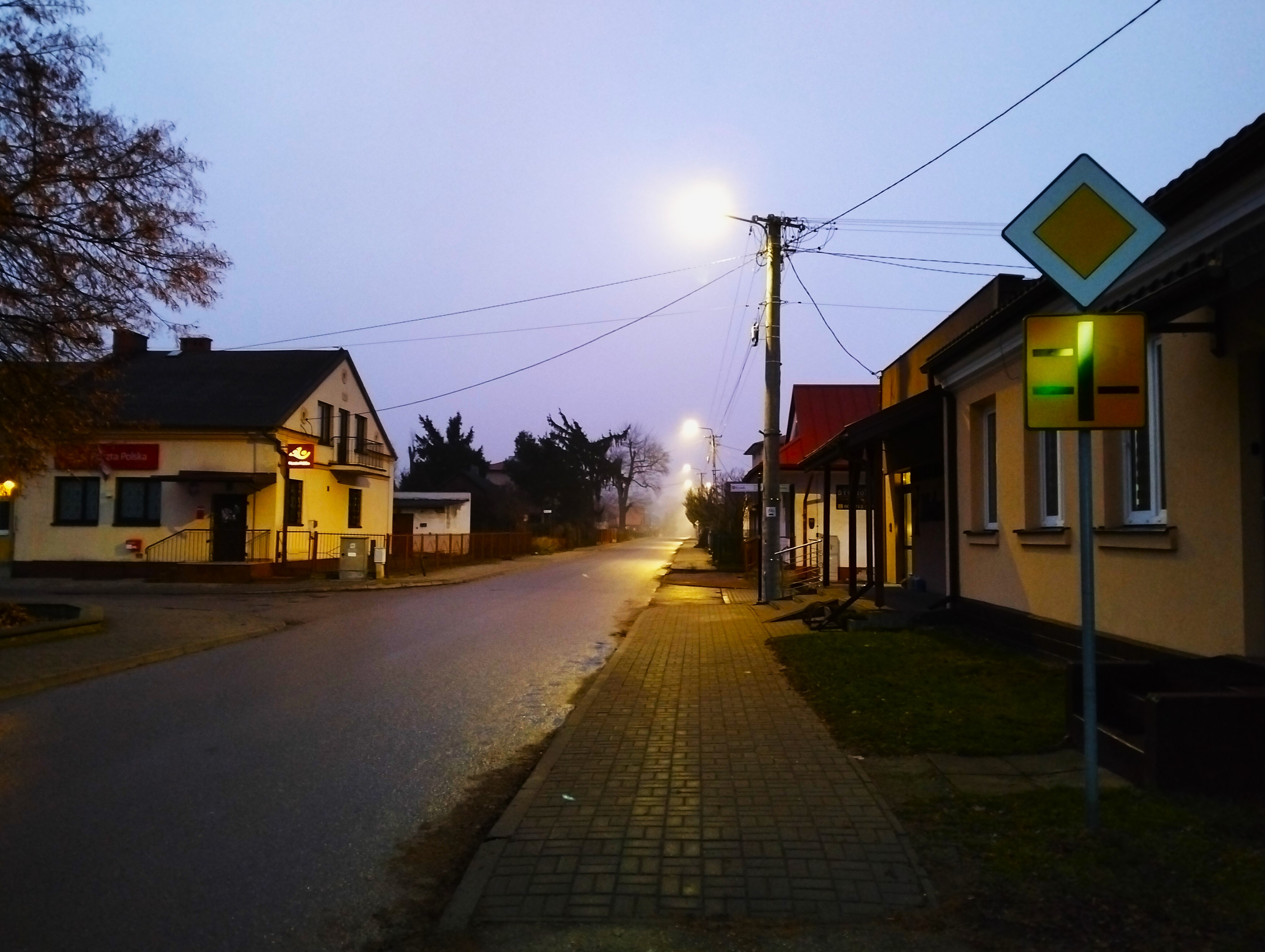
Entardecer na praça principal

A menção mais antiga preservada de Kamionka (Camon'ka) data de 1415.
Em 1450, Jan de Oleśnica, com o consentimento do rei Casimiro IV Jagelão, transformou o sistema jurídico da cidade do polonês para o alemão, o que melhorou muito a situação econômica e jurídica dos habitantes.
No século XVI, a cidade foi redistribuída e uma prefeitura foi construída. Uma menção de 11 de julho de 1544 no Livro do Tribunal de Kamionka da Terra de Lublin 1481–1559 mostra que havia uma casa senhorial em Kamionka pertencente ao então proprietário da cidade, Andrzej de Gorka. Em 1656, Kamionka foi saqueada e incendiada pelo exército sueco. Ela então perdeu, entre outras coisas, seus antigos privilégios reais. Jacek Michałowski, o então proprietário e estarosta de Krzepica, restaurou os direitos da cidade pela lei de Magdeburgo em virtude de um privilégio concedido por João II Casimiro Vasa em 1659. As epidemias que assolaram a cidade dizimaram a população, e os incêndios de 1806 e 1845 destruíram seus edifícios. A Revolta de Janeiro foi um grande golpe para a cidade: muitos habitantes morreram em batalhas e escaramuças, muitos outros foram presos e deportados para a Sibéria.
Em 13 de janeiro de 1870, Kamionka foi privada de seus direitos municipais. Recebeu o estatuto de assentamento e tornou-se a sede da comuna.
Em 27 de janeiro de 2020, os vereadores do Conselho comunal de Kamionka adotaram uma resolução sobre a realização de consultas públicas sobre a recuperação dos direitos municipais por Kamionka, que terminou em 16 de março de 2020, com 72,04% dos eleitores a favor da recuperação dos direitos municipais, 12,73% contra, 14,60% se abstiveram, 0,63% votos inválidos. Kamionka recuperou o estatuto de cidade em 1 de janeiro de 2021.

## Demografia
Conforme os dados do Escritório Central de Estatística da Polônia (GUS) de 31 de dezembro de 2022, Kamionka é uma cidade muito pequena com uma população de 1 699 habitantes (45.º lugar na voivodia de Lublin e 908.º na Polônia), tem uma área de 5,9 km² (46.º lugar na voivodia de Lublin e 785.º lugar na Polônia) e uma densidade populacional de 288 hab./km² (35.º lugar na voivodia de Lublin e 746.º lugar na Polônia). Nos anos 2002–2021, o número de habitantes diminuiu 11,8%.
Os habitantes de Kamionka constituem cerca de 1,95% da população do condado de Lubartów, constituindo 0,08% da população da voivodia de Lublin.
| Descrição                         | Total      | Total   | Mulheres   | Mulheres | Homens     | Homens  |
| --------------------------------- | ---------- | ------- | ---------- | -------- | ---------- | ------- |
| unidade                           | habitantes | %       | habitantes | %        | habitantes | %       |
| população                         | 1 699      | 100     | 889        | 52,3     | 810        | 47,7    |
| superfície                        | 5,9 km²    | 5,9 km² | 5,9 km²    | 5,9 km²  | 5,9 km²    | 5,9 km² |
| densidade populacional (hab./km²) | 288        | 288     | 150,6      | 150,6    | 137,4      | 137,4   |

## Monumentos históricos
- Igreja paroquial dos Santos Apóstolos Pedro e Paulo[21] − uma igreja de tijolos erguida no final do século XV ou no início do século XVI, a mais antiga do condado de Lubartów, e uma das mais antigas da voivodia de Lublin. Ela manteve sua forma gótica, o que a torna única na região de Lublin. Na segunda metade do século XVI, foi usada pelos evangélicos reformados (calvinistas).
- Capela funerária da família Weyssenhoff de 1848, local de sepultamento, entre outros, do ilustre General Jan Weyssenhoff, participou da Revolta de Kościuszko, das Guerras Napoleônicas e da Revolta de Novembro; ajudante do general Jan Henryk Dąbrowski;
- Casas históricas e edifícios agrícolas;
- Cemitério católico: a capela do túmulo da família Zamoyski de 1890 a 1893 e lápides históricas;
- Cemitério judeu
- Local de um castelo que pertenceu à família Szamotulski no século XVI e depois à família Orzechowski no século XVII. O castelo foi incendiado em 1649 por cossacos durante a Revolta de Chmielnicki.[22] O castelo era uma estrutura de tijolos, de dois andares e tripartido.[22]

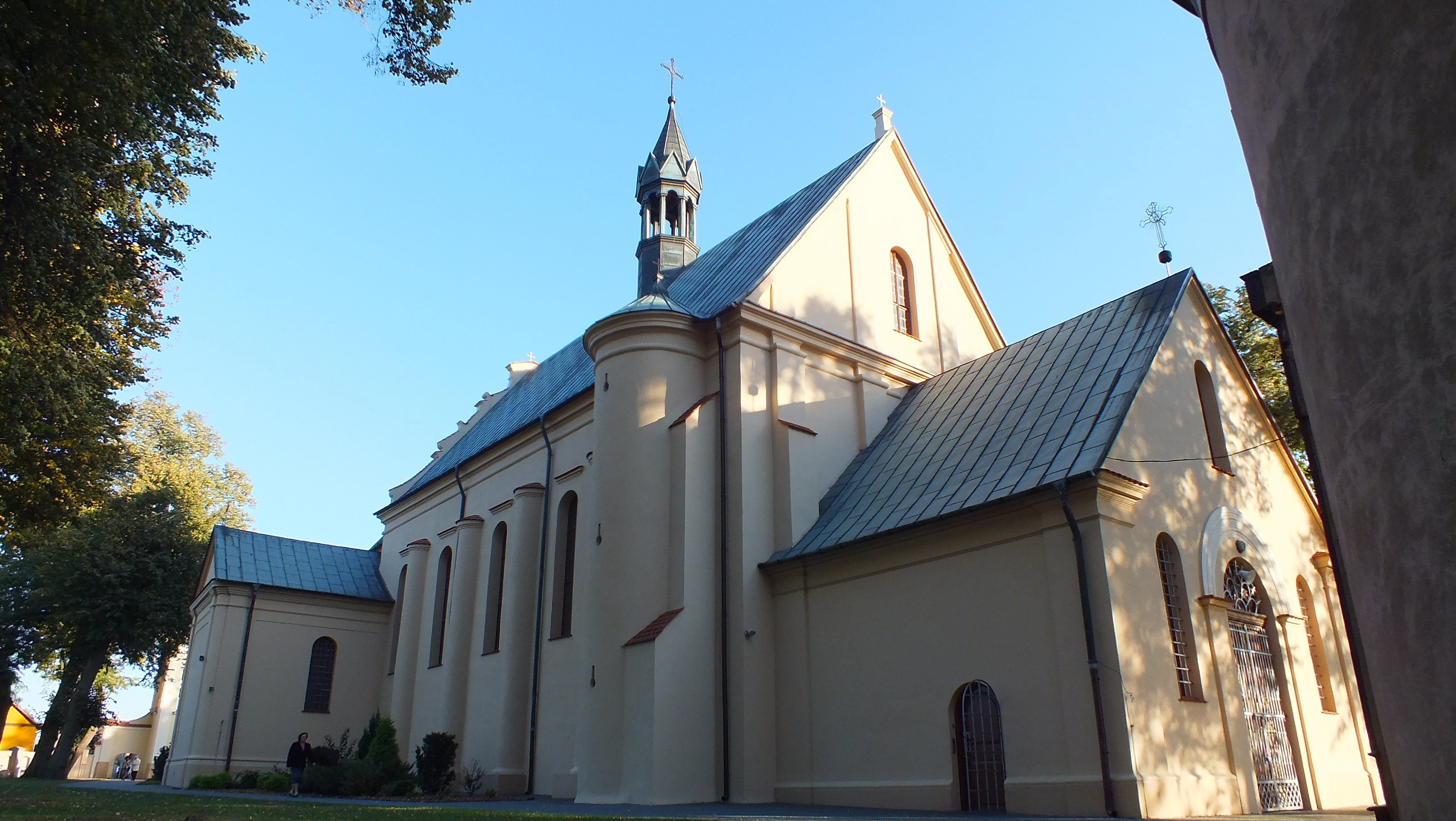
Igreja dos Santos Apóstolos Pedro e Paulo
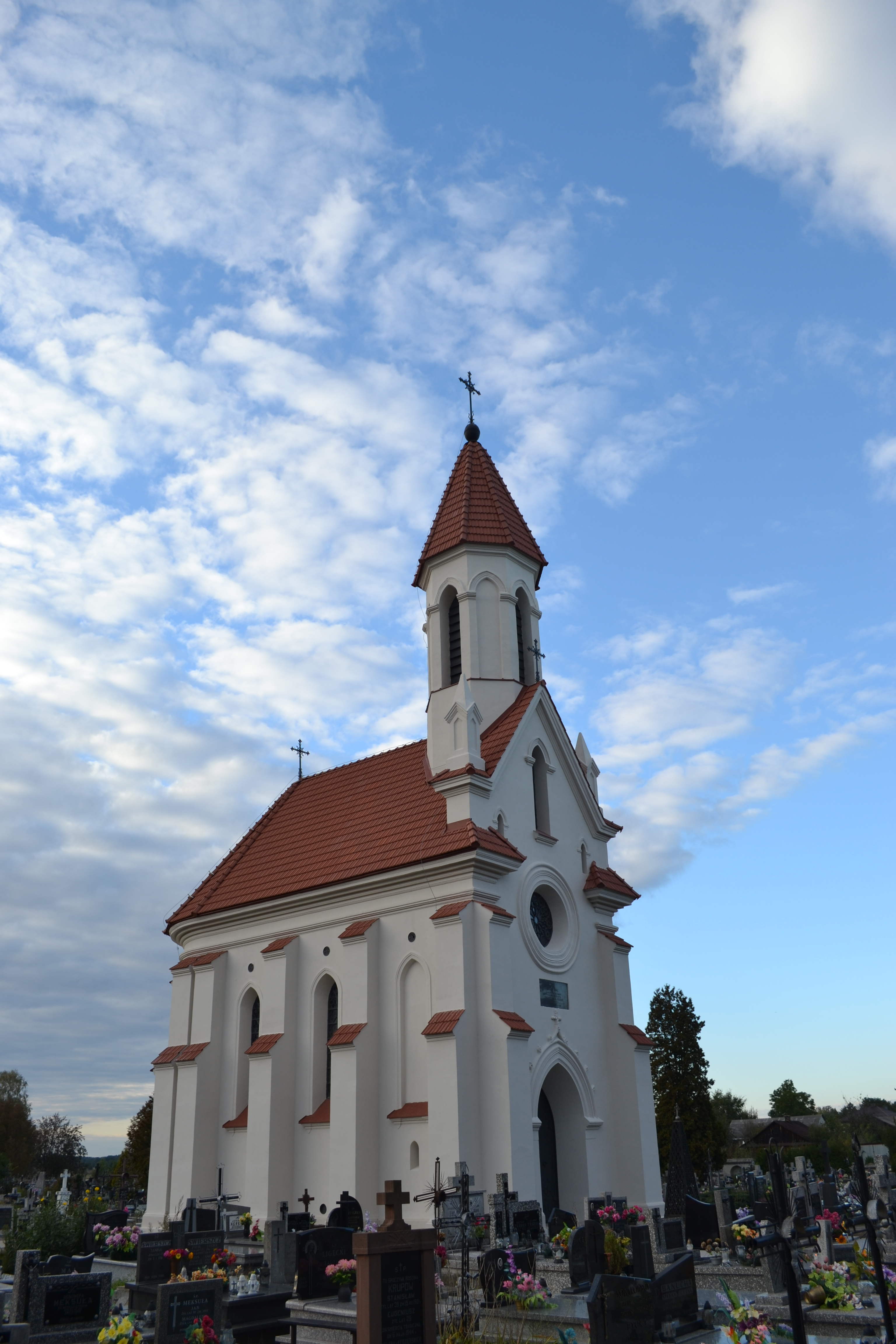
Capela do túmulo da família Zamoyski no cemitério paroquial (1890-93)
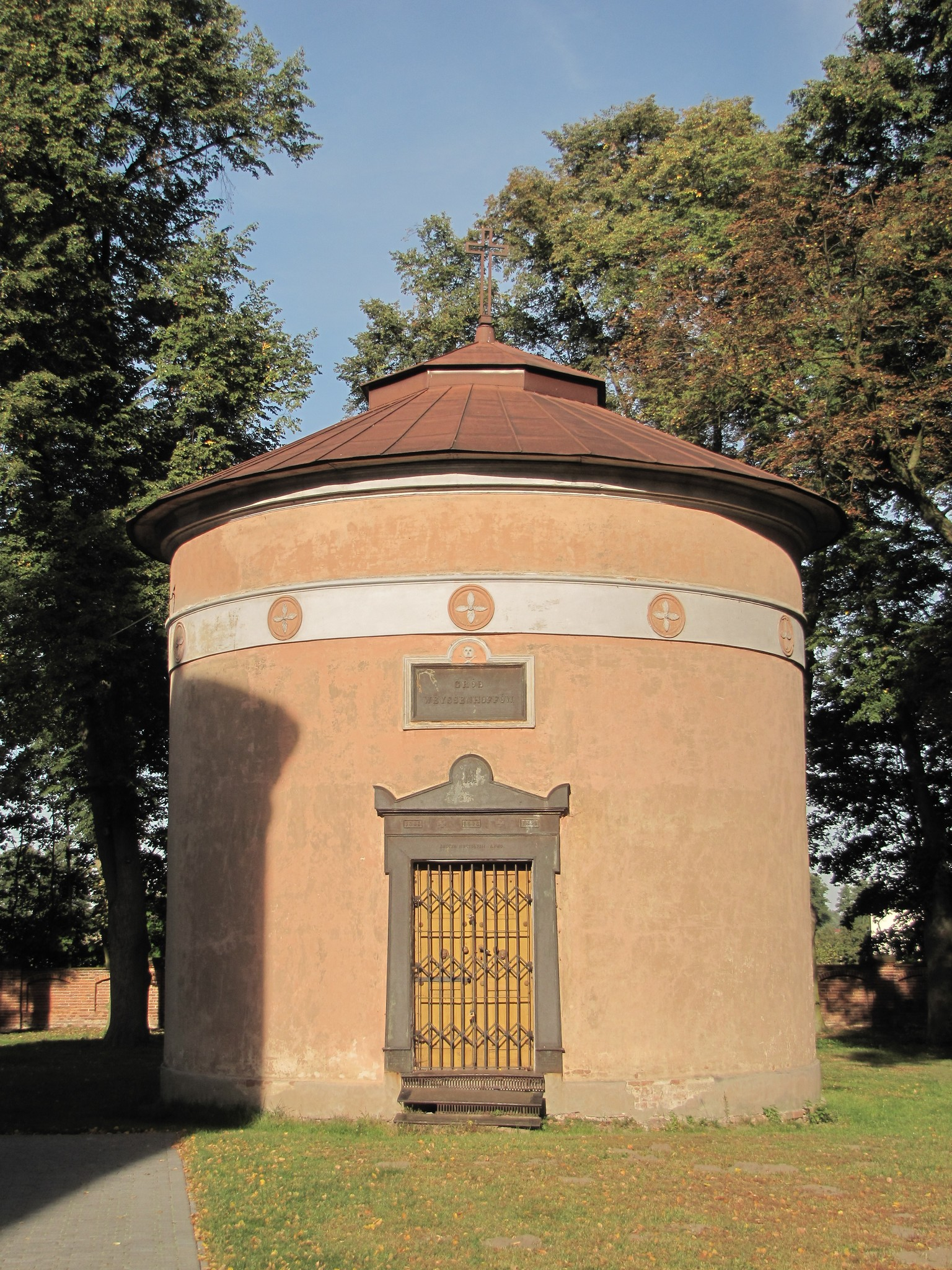
Capela do túmulo da família Weyssenhoff
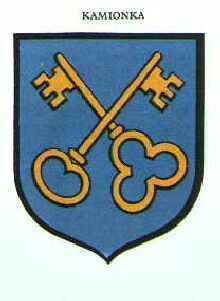
Brasão histórico de Kamionka